# Eugénie Deshayes
Pour les articles homonymes, voir Deshayes.
Eugénie Deshayes, née Worms le 9 mai 1846 dans l'ancien 7e arrondissement de Paris et morte dans le 2e arrondissement de Paris le 24 janvier 1925, est une actrice de théâtre française, épouse de Paul Deshayes.

## Biographie
Élève de Mme Tarpet-Leclercq au Conservatoire de Paris (1863), active au théâtre depuis 1865 sous son nom de jeune fille, elle commence sa carrière au Théâtre de la Gaîté dans Le Mousquetaire du roi. Il ne faut ainsi pas la confondre, telles que le fait régulièrement la critique théâtrale du XIXe siècle avec ses sœurs Ernestine (1851-1929) et Augustine (1835-1905), les trois actrices apparaissant dans de nombreux rôles de jeunes filles dont dans La Dame aux Camélias d'Alexandre Dumas fils en 1852 (Nichette). 
Eugénie Deshayes passe ensuite au théâtre de Cluny, au Théâtre du Palais-Royal où elle joue dans La Grammaire d'Eugène Labiche et Alphonse Jolly (26 juillet 1867), au Théâtre de l'Ambigu-Comique (1868) et revient au théâtre de la Gaîté (1869-1870). Elle épouse Paul Deshayes le 7 octobre 1865 à Paris (11e). Elle est connue pour avoir créé le rôle de Sangarre, la maîtresse d'Ogareff (rôle tenu par son époux) en 1880 dans Michel Strogoff d'Adolphe d'Ennery et Jules Verne.